# Roche Bernard
Cet article possède un paronyme, voir La Roche-Bernard.
La roche Bernard est un sommet du massif du Jura situé dans le département du Doubs en France. Il culmine à 1 292 mètres d'altitude.

## Géographie
La roche Bernard est située au nord-est de Morez. Les vallées du Jura sont axées sud-ouest nord-est, parallèles au plateau suisse. La roche Bernard est située sur une ligne de crêtes parallèle à la vallée de l'Orbe, sur son nord-est.
Le sommet est assez mal individualisé dans la forêt du Risoux au-dessus de Chapelle-des-Bois. Il se situe non loin de la ligne de falaises à environ 200 m au sud-est du belvédère homonyme dominant les lacs de Bellefontaine et des Mortes.